# Джалілова Алла Абдулгаївна
Алла Абдулгаївна (Гаївна) Джалілова (5 (21) листопада 1908, Тбілісі — 1992, Москва
) — радянська артистка і педагог, солістка балету Великого театру (1927—1951), перша дагестанська балерина. Заслужена артистка Дагестанської АРСР (1951 р.).

## Біографія
Батько Алли Джалилової, Абдулгай Абдулович (Абдулджалілович), був одним з небагатьох ахтинців, які отримали в дореволюційний час вищу освіту. Після закінчення Ахтинської школи він поїхав вчитися до Ставропольської гімназії (знаменитий Пушкінський випуск). Там він подружився з Софією Миколаївною Заїчевською. У 1900 році Абдулгай вступив на юридичний факультет Московського університету. У 1903 році Абдулгай відправився працювати до вірменського міста Каре (нині Туреччина). Пізніше він одружився з Софією Заїчевською, яка прибула до Москви. У 1908 році в Тифлісі з'явилася на світ донька Алла. Мала також брата Бакі та сестру Айшу.
Батько Алли чудово грав на кларнеті, потім пускався в танок, залучаючи до неї дружину і дитину. Батьки Алли помітили її тяжіння до танців і зробили все, щоб розвинути музичний слух і вокальні здібності дівчинки, і навчити її плавним рухам гірської лезгинки.
Після закінчення третього класу батьки взяли дочку з собою до Москви. Тут вона вперше отримала можливість побувати у Великому театрі. У 1920 році Алла Джалілова вступила до Московського хореографічного училища. Потім її прийняли до балетної школи Великого театру, у якій вона зосередила свої зусилля на національних («характерних») танцях. Перші уроки вона отримала від Олександра Горського та Ольги Некрасової. Потім Алла потрапила до класу Василя Тихомірова, завдяки вимогливості і турботі якого відточувалася і удосконалювалася майстерність юної балерини.
Працювала у Великому театрі. З 1933 року поєднувала роботу артистки балету з педагогічною діяльністю. Більше 20 років викладала в школі балету Великого театру СРСР.

## Великий театр
Завдяки таланту, наполегливості та наполегливій праці Алли Джалилової її зарахували до трупи Великого театру. Дуже скоро з артистки кордебалету вона стала солісткою театру. У 1927 році вона вперше виступила як артистка балету в опері Рубінштейна «Демон», виконавши лезгінку — танець цариці Тамари. За словами її брата Баки, швидше за все, саме цей танець полонив її майбутнього чоловіка, який, побачивши її якось на сцені, став регулярно відвідувати всі її вистави. Після «Лезгінки» в «Демоні» їй доручили індійський танець в опері Деліба «Лакме» та іспанський танець в опері Бізе «Кармен». Виступала в балетах Асаф'єва «Бахчисарайський фонтан», Л. Мінкуса «Дон Кіхот», А. Бородіна «Князь Ігор», С. Прокоф'єва «Попелюшка» та десятках інших балетів російських і зарубіжних класиків.
До 1951 року працювала балериною Большого театру. Найулюбленішими її ролями були «Лезгінка» в «Демоні», Чайка в «Лебединому озері» Петра Чайковського і танець Мерседес в «Дон Кіхоті» Мінкуса.
У роки німецько-радянської війни трупа Великого театру була евакуйована до Куйбишева (нині Самара). Алла Джалілова разом з іншими артистами Великого театру дала сотні концертів у воюючих частинах на фронті і в тилу. Виступала перед пораненими в палатах госпіталів. У повоєнні роки Алла Джалілова брала участь у шефських концертах для трудівників сільського господарства.
З трупами Великого театру Алла Джалілова побувала у Владивостоці, Баку, Казані, Єревані, Ташкенті та інших містах Радянського Союзу. У 1951 році була запрошена до Махачкали на святкування 30-річчя встановлення Радянської влади в Дагестані.

## Викладацька діяльність
Алла Джалілова була не тільки талановитою балериною, але і прекрасним педагогом. Вона підготувала не одну сотню артистів балету. З 1933 року вона викладала в балетній школі Дабта. У 1958 році переходить в хореографічне училище ім. Щукіна і до 1974 року навчає танцям студентів-акторів.
Серед її учнів була групу артистів балету казахів, які стали гордістю Алма-Атинського театру опери та балету. За її безпосередньої участі було підготовлено кілька груп артистів для Дагестану та інших республік Північного Кавказу. Як досвідченого, чуйного і вмілого фахівця та викладача її знали і в московському театрі ім. К. Станіславського і в. Немировича Данченка, в технікумі ім. Глазунова і державному ансамблі народного танцю Ігоря Мойсеєва.
Алла Джалілова мріяла організувати в Дагестані балетну школу, а в перспективі створити Дагестанський театр опери та балету.

## Родина
Була одружена вченим секретарем президії Академії наук СРСР, керівником лабораторії термогідродинаміки в Енергетичному інституті, доктором технічних наук, професором Сергієм Івановичем Костеріним. За участю «кавказького зятя», як його називали жартома, Дагестанська база Академії наук СРСР була перетворена на Дагестанську філію АН СРСР. Дітей не мала.
Жила у театральному будинку на Каретному ряду. Її сусідами були Володимир Висоцький, Ролан Биков та інші відомі артисти. Вона вчила танцювати свого сусіда Олександра Калягіна, Костянтина Райкіна та інших.

## Смерть
Померла в 1992 році. Похована на мусульманському кладовищі в Домодєдово.

## Нагороди та премії
- Заслужена артистка Дагестанської АРСР[6];
- Орден «Знак Пошани»[3].

## Увіковічнення пам'яті
Ім'я Алли Джалілової увійшло до числа п'ятнадцяти дагестанських імен XX століття, які зробили найбільш вагомий внесок у розвиток республіки, його впізнаваність протягом останнього 100-річчя. Її ім'ям названа музична школа в с. Ахти і Махачкалинська дитяча Школа мистецтв № 8. Вона є першою і єдиною дагестанкою на сцені Великого театру за всю його трьохвікову історію існування.
Їй присвячені цілі сторінки ювілейному виданні «Большой театр Союзу РСР» і «Балетної енциклопедії».